# RAT KRU
RAT KRU – polski duet muzyczny, założony w 2016 roku w Poznaniu. Tworzą go producent i autor muzyki Rat One oraz wokalista i autor tekstów Lew Winogradzki. W swojej twórczości łączą gatunki takie jak rave, rap, techno, electropop i dub.
Pierwszy album, wydany własnym sumptem „RAT”, zderza teksty o wielkomiejskiej tematyce z elektroniką zainspirowaną dancehallem i cyberdubem. Do otwierającego album utworu „Lądujemy” powstał pierwszy w karierze Rat Kru teledysk. Popularność zdobył też utwór „Surwajwer”, do dziś grany na koncertach.
Prawdziwym przełomem okazała się następna płyta, „Rok Szczura”, wydana przez wytwórnię Kayax w 2020 roku. Teksty Lwa Winogradzkiego zyskały bardziej osobisty, ale też uniwersalny wymiar, a paleta muzyczna wzbogaciła się o intensywniejsze, jednoznacznie taneczne bity. Z albumu pochodzi kilka singli: „Cześć”, „Świnia”, „Zły” oraz własna wersja utworu grupy Maanam – „Oddech Szczura”. Gościnnie na płycie pojawiła się m.in. Katarzyna Golomska i Kamil Durski z duetu Atllanta.
Kontynuacją obranej drogi okazał się album „Winogrady” (Kayax, 2022), jeszcze bardziej taneczny i urozmaicony, z gościnnym udziałem takich artystów jak Mery Spolsky, Paprodziad, RAU Performance czy Ivona Skv (Rebeka). Największą rozpoznawalność zyskał utwór „Aleja Gwiazd”, wykorzystujący refren z kompozycji Romualda Lipki do słów Marka Dutkiewicza, znany z wykonania Zdzisławy Sośnickiej. „Aleja Gwiazd” została zilustrowana wymownym teledyskiem, a klipów doczekały się także „Go Rat Kru”, „Grzyby”,  „Drzewa” i „DMT”.
RAT KRU mają też w dorobku EPkę „Szmugler” oraz „Komb II Rat”.

## Dyskografia

### LP
- RAT (2017, Nervous Breakedown Studio)
- ROK SZCZURA (2020, Kayax)
- WINOGRADY (2022, Kayax)
- BLOKI I SMOKI (2024, Kayax)

### EP
- SZMUGLER (2020)
- KOMB II RAT (2022)